# Billeder fra De forenede Bryggerier's 40-Aars Jubilæum
|  | Denne artikel er oprettet af botten Steenthbot ud fra en ekstern database. Den kan derfor have sproglige fejl eller mangler. Denne skabelon kan fjernes efter kontrol af indholdet. |

Billeder fra De forenede Bryggerier's 40-Aars Jubilæum er en dansk dokumentarisk optagelse fra 1931.

## Handling
Filmen er optaget i DFB's hovedsæde i hallen. Hovedsædet lå på H.C. Andersens Boulevard i det tidligere Kunstindustrimuseum.
I hallen er der opstillet en talerstolen ved bagvæggen. Her fra tales til en større siddende forsamling. På første række ses selskabets direktion og bestyrelse. Herrerne er iklædt jaket. Først taler driftsinspektøren for Kongens Bryghus, Rahbeks Alle, O. Andersen. Herefter bestyrelsesformand fabrikant Alfred Benzen. Han efterfølges af kontorchef H. Chr. Kromann Vodroffsvej. Kontorchef Th. Reingaard og to arbejdere modtager fortjenstmedaljen for deres lange ansættelse i firmaet. Herefter overrækkes gaver fra talerstolen fra medarbejdergrupper, et bronze skrivebordssæt og en bronzevase.